# Cheppes-la-Prairie
Cheppes-la-Prairie è un comune francese di 184 abitanti situato nel dipartimento della Marna nella regione del Grand Est.

## Società

### Evoluzione demografica
Abitanti censiti